# Zalman Shneour
Zalman Shneour, né  Zalkind Shneur en février 1886 à Chklow (Empire russe) et mort le 20 février 1959 à New York (États-Unis), est un romancier et un poète écrivant en yiddish et en hébreu.

## Biographie
Shneour est né à Chklow en Biélorussie (alors province de l’Empire russe) en 1887, de Isaac Zalkind et Feiga Sussman. À treize ans, il partit pour Odessa, le centre de la littérature et du sionisme à cette époque. En 1902, il vint à Varsovie, où il fut embauché par une maison d'édition à succès. Deux ans plus tard, il déménagea à Vilnius, où il publia son premier livre et un recueil de nouvelles. Ses poèmes eurent beaucoup de succès et furent fréquemment réédités. En 1907, Shneour s'intalla à Paris pour étudier les sciences naturelles, la philosophie  et la littérature à la Sorbonne. Il voyagea dans toute l'Europe et même en Afrique du Nord entre 1908 et 1913. Au début de la Première Guerre mondiale, Shneour était à  Berlin ; il travailla dans un hôpital et étudia à l'université de Berlin durant la guerre. Shneour retourna à Paris en 1923, et y resta jusqu'en 1940, lorsque les armées d'Hitler envahirent la France. Il s'enfuit alors en Espagne, et de là à New York où il demeura de 1941 à sa mort en 1959. En 1951, il est nommé pour le prix Nobel de littérature.
Il est le compositeur de la chanson yiddish Margaritkelekh (Marguerites), plus connue par son refrain « Tra-la-la-la ».

## Traductions en français
- Le chant du Dniéper, traduit du yiddish par Fred Midal ; Gallimard, 1950.
- Oncle Uri et les siens, traduit par Danièle Rozenszpir-Peylet ; Liana Lévi, 1998.

## Récompenses
- En 1951, Shneour a reçu le prix Bialik[5] ;
- En 1955, il a reçu le prix Israël de littérature[6].